# 169P/NEAT
La comète NEAT 22, officiellement 169P/NEAT, est une comète périodique du système solaire, découverte le 15 mars 2002 par NEAT.